# Aneksijska kriza
Aneksijska kriza je dogodek, ki ga je povzročila Avstro-Ogrska z aneksijo Bosne in Hercegovine 6. oktobra 1908.

## Dogodki pred aneksijo
Nemiri prebivalstva v Bosni so leta 1875 prerasli v kmečko vstajo, ki je v naslednjem letu dosegla tudi Bolgarijo in nakazovala mednarodno krizo. Leta 1877 je Rusija Otomanskemu imperiju napovedala vojno in se že v naslednjem letu bližala prestolnici Carigrad, zato je imperij na berlinskem kongresu privolil v rešitev razmer z avstro-ogrskim okupiranjem in upravljanjem bosanskega ozemlja. 
Zamenjava oblasti sicer ni potekala gladko. Deželo so naseljevali pravoslavni Srbi (preko 40 %), ki so želeli priti pod Srbijo, muslimani (manj kot 40 %), ki so imeli v svojih rokah dejansko gospodarsko moč in so želeli ostati pod Turčijo, in katoliški Hrvati (manj kot 20 %), ki so edini želeli vključitev v Avstro-Ogrsko. Ta je morala v naslednjih mesecih vložiti veliko vojaških naporov (boji pri Maglaju, Jajcu in Banjaluki, v katerih je na avstro-ogrski strani med 82.000 vojaki sodelovalo veliko Slovencev), da je ozemlje dejansko okupirala (zavzela je tudi Sandžak Novi Pazar, strateško pomembno povezavo med Srbijo in Črno goro) in potem še veliko sredstev v gospodarstvo, šolstvo in zdravstveno oskrbo, da je kolikor toliko pridobila prebivalstvo na svojo stran.
Mnogi muslimani so vtem emigrirali v preostanek otomanske države, a se njihovi strahovi glede poseganja Avstro-Ogrske v družbeno in zemljiškoposestno ureditev Bosne niso uresničili. Nova država se je torej bolj kot na druge teme osredotočila na gospodarsko preobrazbo regije.

## Aneksija
Bosna je bila Avstro-Ogrski uradno priključena leta 1908 in je pomenilo dokončno priznanje izvršenega dejstva. Avstroogrska stran se je namreč bala, da bo po zmagi mladoturških revolucionarjev ozemlje Bosne in Hercegovine morala vrniti Otomanskemu imperiju.
Dogodek je izzval velik odpor Ruskega imperija, Srbije in Črne gore. Znotraj Bosne in Hercegovine pa priključitev ni zadušila takratnih zgodnjih idej hrvaškega in srbskega nacionalizma, ki so slonele na prepričanju, da so bosanski muslimani zgolj islamizirani Srbi oziroma Hrvati. V svojem vzponu je bila zlasti v tridesetih letih 19. stoletja tudi panslovanska ideja, ki je zagovarjala združitev vseh južnih Slovanov v eno državo. Njen pripadnik je bil v okviru gibanja Mlada Bosna tudi Gavrilo Princip, ki je v znak protesta avstro-ogrske nadvlade nad južnoslovanskimi narodi 28. junija 1914 v Sarajevu streljal na prestolonaslednika Franca Ferdinanda in ga ubil. Po nizu zapletov je prizadeto cesarstvo mesec dni zatem Srbiji napovedalo vojno in s tem vnelo prvo svetovno vojno. 
V njenem času je večina bosanskih Hrvatov in muslimanov ostala zvesta Avstro-Ogrski.